# Ministério da Educação e Ciência
O Ministério da Educação e Ciência foi a designação de um departamento dos VI, VII, XIX e XX Governos Constitucionais de Portugal.

## Ministros
Os titulares do cargo de ministro ou ministra da Educação e Ciência foram:
| Período                                        | Ministro(a)          | Governo                    |
| ---------------------------------------------- | -------------------- | -------------------------- |
| 3 de janeiro de 1980 – 9 de janeiro de 1981    | Vítor Pereira Crespo | VI Governo Constitucional  |
| 9 de janeiro de 1981 – 4 de setembro de 1981   | Vítor Pereira Crespo | VII Governo Constitucional |
| 21 de junho de 2011 – 30 de outubro de 2015    | Nuno Crato           | XIX Governo Constitucional |
| 30 de outubro de 2015 – 26 de novembro de 2015 | Margarida Mano       | XX Governo Constitucional  |